# Nick Knight
Nick Knight (Londra, 24 novembre 1958) è un fotografo britannico.
È fondatore e direttore di un sito di arte e moda, SHOWstudio.com.

## Biografia
Nick Knight è nato a Londra nel 1958 ed ha studiato al Bournemouth and Poole College of Art and Design.
Il suo primo libro fotografico, Skinheads, fu pubblicato nel 1982, mentre studiava al Bournemouth, ottenne subito le attenzioni della stampa specializzata e degli operatori del settore. Gli fu in seguito commissionato da Terry Jones, curatore di i-D ed ex direttore di Vogue, di dar vita a cento ritratti per il cinquantesimo anniversario della rivista. Per i suoi ritratti in bianco e nero, colse il favore dello scenografo Marc Ascoli, che nel 1986 commissionò a Knight di curare il catalogo dello stilista giapponese Yohji Yamamoto in collaborazione con il rinomato disegnatore Peter Saville. Sin dal suo ingresso nella fotografia di moda, ha lavorato per illustri clienti come Alexander McQueen, Audi, Calvin Klein, Christian Dior, Shiatzy Chen, Lancôme, Mercedes-Benz, Swarovski.
Alcune sue fotografie sono state utilizzate per le copertine e gli artwork di album di artisti come Björk, Lady Gaga, David Bowie, Massive Attack e Kylie Minogue.
Nick Knight è stato il primo ad intuire, nel 1998, come il linguaggio visivo della moda potesse evolvere attraverso Internet. Oltre che fotografo è regista di videoclip musicali e direttore e fondatore del sito SHOWstudio.com, dedicato al mondo della moda.
Nel 1993 ha prodotto un'installazione permanente intitolata Plant Power per il Museo di storia naturale di Londra.
Nel 2016 Knight ha ricevuto la commissione di scattare il ritratto ufficiale della regina Elisabetta con il principe Carlo, in occasione delle celebrazioni per i 90 anni della sovrana d’Inghilterra.

## Videografia

### Video musicali
- Pagan Poetry - Björk (2001)
- Born This Way - Lady Gaga (2011)
- BLKKK SKKKN HEAD - Kanye West (2013)
- Ovule - Björk (2022)

## Selezione di esposizioni
2018
- Still, The Mass, Tokyo.
- Vogue Like a Painting, Kunstforeningen GL STRAND, Copenhagen
- Mystic Detectives, Samek Art Museum, Pennsylvania

2017
- Celibatair Divas, Herkenrode Refuge, Belgio
- Vogue Like a Painting, Hangaram Art Museum, Seoul
- Christian Dior, couturier du rêve, Musée des Arts décoratifs, Parigi

2016
- Nick Knight: Image, Daelim Museum, Seoul
- History of Photography: The Body, The V&A Museum, Londra
- #techstyle, The Museum of Fine Art, Boston

2015
- Nick Knight, Christophe Guye Galerie Booth, Parigi
- Vogue Like a Painting, Museo Thyssen-Bornemisza, Madrid
- Killer Heels, Victoria & Albert Museum, Londra
- Alexander McQueen: Savage Beauty, Victoria & Albert Museum, Londra

2014
- Killer Heels, Brooklyn Museum, Brooklyn, New York
- Photographs I Like: Darren Bader, Andrew Kreps Gallery, New York

2013
- Punk: Chaos to Couture,  The Metropolitan Museum of Art, New York

2012
- Flora, SHOWstudio Shop; Londra
- Death, SHOWstudio Shop; Londra
- Icons of Tomorrow – Contemporary Fashion Photography, Christophe Guye Galerie, Zurigo

2011
- Vanity, Kunsthalle Wien, Vienna

2009
- Fashion Revolution, Somerset House, Londra
- Weird Beauty - Fashion Photography Now, The International Center of Photography, New York

2006
- Archeology of Elegance, Deichtorhallen Museum, Amburgo
- Talking to Myself, Yohji Yamamoto, La Masion Européenne de la Photographie, Parigi

2001
- Century City, Tate Modern, Londra

2000
- Das Fernglas, The Deutsche Hygiene Museum, Dresda
- Imperfect Beauty, Victoria & Albert Museum, Londra
- Revolver, MTV Music Awards Exhibition, Stoccolma

1998
- The first 25, Colette, Paris.
- Addressing the Century: 100 Years of Art and Fashion, Hayward Gallery, Londra
- Yves Saint Laurent – 40 Years of Creation, New York e Tokyo

1997
- Contemporary Fashion Photography, Victoria & Albert Museum, Londra

1996
- Art/Fashion, Biennale di Firenze, Italia

1994
- A Positive View, Saatchi Gallery, Londra

1993
- Plant Power (esposizione permanente), Museo di storia naturale, Londra

1992
- Festival De La Photo De Mode Exhibition, Monaco

1991
- Festival De La Photo De Mode Exhibition, Barcellona

1989
- Out of Fashion, Photographers Gallery, Londra
- Ils Annoncent La Colour, at the Les Rencontres D’Arles Group Exhibition, Holly Solomon Gallery, New York

1986
- 20 For Today, National Portrait Gallery, Londra
- 14-21 Youth Culture Exhibition, Victoria & Albert Museum, Londra

## SHOWstudio
Nel 2000 Knight lancia il suo sito web SHOWstudio, piattaforma virtuale di confronto tra la moda e l'immagine in movimento nell'era digitale, con l'obiettivo di "mostrare l'intero processo creativo, dal concepimento al completamento". SHOWstudio fin dalla sua nascita collabora con artisti, scrittori, registi, designer, stylist e fotografi di tutto il mondo per creare contenuti online visionari, esplorando ogni aspetto della moda attraverso video, illustrazioni, fotografie e scritti.
SHOWstudio collabora con alcune delle figure più influenti della moda, della musica, dell'arte e del cinema, come Alexander McQueen, Asia Argento, Björk, Brad Pitt, Claudio Sinatti, Comme des Garçons, Damien Hirst, David Chipperfield, John Galliano, Kate Moss, Lady Gaga, Rick Owens, Tracey Emin, Vanessa Redgrave, Vito Acconci, Zaha Hadid ed ha sostenuto emergenti, tra cui Giles Deacon, Gareth Pugh, Rodarte e Mary Katrantzou, offrendo una vetrina importante per l'espressione creativa.
La galleria di SHOWstudio espone un'ampia collezione di opere, connesse al mondo della moda, di artisti tra cui Bex Cassie, Blair Breitenstein, Fiona Gourlay, Florian Eymann, François-Henri Galland, Frédéric Forest, Gill Button, Helen Bullock, Jenifer Corker, Jowy Maasdamme, Laura Laine, Marco Réa, Rob Phillips, Stephen Doherty, Victor Tkachenko.